# Golden (Colorado)
Golden is een plaats (city) in de Amerikaanse staat Colorado, en valt bestuurlijk gezien onder Jefferson County. Het is de vestigingsplaats van de Coors brouwerijen en van het National Renewable Energy Laboratory. 
Dinosaur Ridge ligt ongeveer acht kilometer ten zuiden van Golden en bevat sporen van dinosauriërs. Ook in Golden zijn sporen van lang verdwenen dieren en planten te zien via de Triceratops Trail.

## Demografie
Bij de volkstelling in 2000 werd het aantal inwoners vastgesteld op 17.159. In 2006 is het aantal inwoners door het United States Census Bureau geschat op 17.239, een stijging van 80 (0,5%).

## Geografie
Volgens het United States Census Bureau beslaat de plaats een oppervlakte van 23,3 km², geheel bestaande uit land. Golden ligt op  1881 m boven zeeniveau.
Golden ligt vanuit Denver gezien achter de eerste rij heuvels, de tafelbergen van North en South Table Mountain, die de bergen van het Rocky Mountains aankondigen. Zoals de naam doet vermoeden was het een plaats waar goudzoekers zich vestigden en in de tijd van het Wilde Westen was de plaats dan ook belangrijker dan Denver.
De tafelbergen bestaan voor een deel uit zeoliet. Golden was daarom een plaats waar zuiver water van hoge kwaliteit te vinden was en dit is wat aanleiding gaf tot de vestiging van een brouwerij.

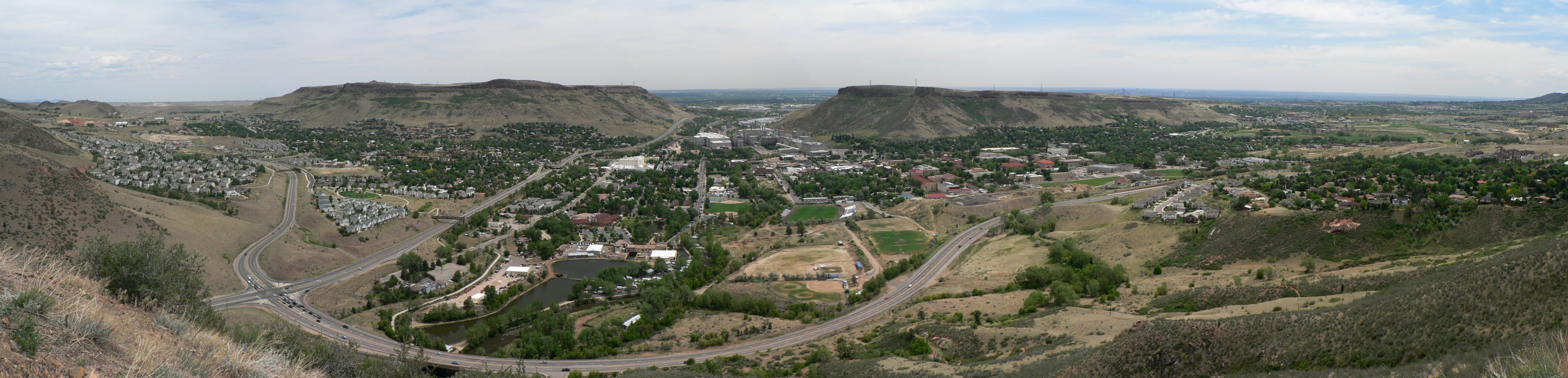
Uitzicht op Golden vanaf Mount Zion met de beide tafelbergen erachter

## Plaatsen in de nabije omgeving
De onderstaande figuur toont nabijgelegen plaatsen in een straal van 16 km rond Golden.